# Western Carriage Works
Western Carriage Works war ein US-amerikanischer Hersteller von Karosserien und Automobilen.

## Unternehmensgeschichte
Das Unternehmen hatte seinen Sitz an der South Main Street in Butte in Montana. J. A. Poitros war der Präsident und E. D. Souve der Verkaufsagent. Ursprünglich stellte es Karosserien her. Im Jahr 1910 entstanden auch Automobile. Der Markenname lautete Western.
Weitere Hersteller von Personenkraftwagen mit diesem Markennamen waren Western Automobile Company, Western Automobile Company und Western Auto Parts Company.